# 莫斯科市杜馬
莫斯科市杜馬（俄语：Московская городская дума）是俄罗斯首都莫斯科市的地方议会，为一院制城市杜马（市议会、地方议会）。由于莫斯科是三个联邦城市之一，杜马的立法只能由市长和联邦政府推翻。